# Malnaș (gmina)
Malnaș – gmina w Rumunii, w okręgu Covasna. Obejmuje miejscowości Malnaș, Malnaș-Băi i Valea Zălanului. W 2011 roku liczyła 1087 mieszkańców.